# Lista drumurilor județene din România

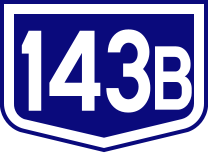
Simbol utilizat în România pentru Drumurile Județene

Articol principal: Autostrăzi și drumuri naționale în România.
Aceasta este o listă ce cuprinde toate drumurile județene din România așa cum au fost clasificate de Ministerul Transporturilor.
| Lista drumurilor județene din România împărțite pe județe. | Județ                                                     | Lungimea totală a rețelei de drumuri județene |
| ---------------------------------------------------------- | --------------------------------------------------------- | --------------------------------------------- |
| Lista drumurilor județene din județul Alba                 | Alba                                                      | 1.044,612 km                                  |
| Lista drumurilor județene din județul Arad                 | Arad                                                      | 1.078,327 km                                  |
| Lista drumurilor județene din județul Argeș                | Argeș                                                     | 1.195,746 km                                  |
| Lista drumurilor județene din județul Bacău                | Bacău                                                     | 1.000,446 km                                  |
| Lista drumurilor județene din județul Bihor                | Bihor                                                     | 806,585 km                                    |
| Lista drumurilor județene din județul Bistrița-Năsăud      | Bistrița-Năsăud                                           | 760,734 km                                    |
| Lista drumurilor județene din județul Botoșani             | Botoșani                                                  | 745,06 km                                     |
| Lista drumurilor județene din județul Brașov               | Brașov                                                    | 772,187 km                                    |
| Lista drumurilor județene din județul Brăila               | Brăila                                                    | 631,355 km                                    |
| Lista drumurilor județene din județul Buzău                | Buzău                                                     | 930,777 km                                    |
| Lista drumurilor județene din județul Caraș-Severin        | Caraș-Severin                                             | 878,7 km                                      |
| Lista drumurilor județene din județul Cluj                 | Cluj                                                      | 1.383,018 km                                  |
| Lista drumurilor județene din județul Constanța            | Constanța                                                 | 847,325 km                                    |
| Lista drumurilor județene din județul Covasna              | Covasna                                                   | 368,239 km                                    |
| Lista drumurilor județene din județul Călărași             | Călărași                                                  | 650,349 km                                    |
| Lista drumurilor județene din județul Dolj                 | Dolj                                                      | 1.101,3 km                                    |
| Lista drumurilor județene din județul Dâmbovița            | Dâmbovița                                                 | 809,138 km                                    |
| Lista drumurilor județene din județul Galați               | Galați                                                    | 863,492 km                                    |
| Lista drumurilor județene din județul Giurgiu              | Giurgiu                                                   | 560,719 km                                    |
| Lista drumurilor județene din județul Gorj                 | Gorj                                                      | 864,043 km                                    |
| Lista drumurilor județene din județul Harghita             | Harghita                                                  | 878,199 km                                    |
| Lista drumurilor județene din județul Hunedoara            | Hunedoara                                                 | 1.321,688 km                                  |
| Lista drumurilor județene din județul Ialomița             | Ialomița                                                  | 487,305 km                                    |
| Lista drumurilor județene din județul Iași                 | Iași                                                      | 1.064,313 km                                  |
| Lista drumurilor județene din județul Ilfov                | Ilfov                                                     | 448,876 km                                    |
| Lista drumurilor județene din județul Maramureș            | Maramureș                                                 | 895,819 km                                    |
| Lista drumurilor județene din județul Mehedinți            | Mehedinți                                                 | 772,419 km                                    |
| Lista drumurilor județene din județul Mureș                | Mureș                                                     | 823,282 km                                    |
| Lista drumurilor județene din județul Neamț                | Neamț                                                     | 758,58 km                                     |
| Lista drumurilor județene din județul Olt                  | Olt                                                       | 1.101,868 km                                  |
| Lista drumurilor județene din județul Prahova              | Prahova                                                   | 1.186,329 km                                  |
| Lista drumurilor județene din județul Satu Mare            | Satu Mare                                                 | 840,811 km                                    |
| Lista drumurilor județene din județul Sibiu                | Sibiu                                                     | 943,701 km                                    |
| Lista drumurilor județene din județul Suceava              | Suceava                                                   | 1.136,452 km                                  |
| Lista drumurilor județene din județul Sălaj                | Sălaj                                                     | 627,974 km                                    |
| Lista drumurilor județene din județul Teleorman            | Teleorman                                                 | 853,543 km                                    |
| Lista drumurilor județene din județul Timiș                | Timiș                                                     | 1.144,8 km                                    |
| Lista drumurilor județene din județul Tulcea               | Tulcea                                                    | 657,761 km                                    |
| Lista drumurilor județene din județul Vaslui               | Vaslui                                                    | 935,569 km                                    |
| Lista drumurilor județene din județul Vrancea              | Vrancea                                                   | 1.030,928 km                                  |
| Lista drumurilor județene din județul Vâlcea               | Vâlcea                                                    | 1.006,521 km                                  |
| Lungimea totală a rețelei de drumuri județene din România  | Lungimea totală a rețelei de drumuri județene din România | 36.042,69 km                                  |

| Drumurile Județene de pe raza județului Alba 1.044,612 km | Drumurile Județene de pe raza județului Alba 1.044,612 km | Drumurile Județene de pe raza județului Alba 1.044,612 km | Drumurile Județene de pe raza județului Alba 1.044,612 km | Drumurile Județene de pe raza județului Alba 1.044,612 km | Drumurile Județene de pe raza județului Alba 1.044,612 km | Drumurile Județene de pe raza județului Alba 1.044,612 km | Drumurile Județene de pe raza județului Alba 1.044,612 km | Drumurile Județene de pe raza județului Alba 1.044,612 km | Drumurile Județene de pe raza județului Alba 1.044,612 km | Drumurile Județene de pe raza județului Alba 1.044,612 km | Drumurile Județene de pe raza județului Alba 1.044,612 km | Drumurile Județene de pe raza județului Alba 1.044,612 km |
| --------------------------------------------------------- | --------------------------------------------------------- | --------------------------------------------------------- | --------------------------------------------------------- | --------------------------------------------------------- | --------------------------------------------------------- | --------------------------------------------------------- | --------------------------------------------------------- | --------------------------------------------------------- | --------------------------------------------------------- | --------------------------------------------------------- | --------------------------------------------------------- | --------------------------------------------------------- |
| DJ 103G                                                   | DJ 105M                                                   | DJ 106E                                                   | DJ 106F                                                   | DJ 106H                                                   | DJ 106I                                                   | DJ 106K                                                   | DJ 106L                                                   | DJ 107                                                    | DJ 107A                                                   | DJ 107B                                                   | DJ 107C                                                   | DJ 107D                                                   |
| DJ 107E                                                   | DJ 107F                                                   | DJ 107G                                                   | DJ 107H                                                   | DJ 107I                                                   | DJ 107K                                                   | DJ 107M                                                   | DJ 107U                                                   | DJ 107V                                                   | DJ 108                                                    | DJ 141C                                                   | DJ 141D                                                   | DJ 142B                                                   |
| DJ 142K                                                   | DJ 142L                                                   | DJ 670C                                                   | DJ 704                                                    | DJ 704A                                                   | DJ 705                                                    | DJ 705B                                                   | DJ 705C                                                   | DJ 705D                                                   | DJ 705E                                                   | DJ 705F                                                   | DJ 705G                                                   | DJ 709K                                                   |
| DJ 742                                                    | DJ 750                                                    | DJ 750A                                                   | DJ 750B                                                   | DJ 750C                                                   | DJ 750D                                                   | DJ 750E                                                   | DJ 750F                                                   | DJ 750G                                                   | DJ 762                                                    | DJ 762A                                                   |                                                           |                                                           |
|                                                           |                                                           |                                                           |                                                           |                                                           |                                                           |                                                           |                                                           |                                                           |                                                           |                                                           |                                                           |                                                           |

| Drumurile Județene de pe raza județului Arad 1.078,327 km | Drumurile Județene de pe raza județului Arad 1.078,327 km | Drumurile Județene de pe raza județului Arad 1.078,327 km | Drumurile Județene de pe raza județului Arad 1.078,327 km | Drumurile Județene de pe raza județului Arad 1.078,327 km | Drumurile Județene de pe raza județului Arad 1.078,327 km | Drumurile Județene de pe raza județului Arad 1.078,327 km | Drumurile Județene de pe raza județului Arad 1.078,327 km | Drumurile Județene de pe raza județului Arad 1.078,327 km | Drumurile Județene de pe raza județului Arad 1.078,327 km | Drumurile Județene de pe raza județului Arad 1.078,327 km | Drumurile Județene de pe raza județului Arad 1.078,327 km | Drumurile Județene de pe raza județului Arad 1.078,327 km |
| --------------------------------------------------------- | --------------------------------------------------------- | --------------------------------------------------------- | --------------------------------------------------------- | --------------------------------------------------------- | --------------------------------------------------------- | --------------------------------------------------------- | --------------------------------------------------------- | --------------------------------------------------------- | --------------------------------------------------------- | --------------------------------------------------------- | --------------------------------------------------------- | --------------------------------------------------------- |
| DJ 572                                                    | DJ 609                                                    | DJ 609A                                                   | DJ 682                                                    | DJ 682A                                                   | DJ 682C                                                   | DJ 682E                                                   | DJ 682F                                                   | DJ 682G                                                   | DJ 682H                                                   | DJ 691                                                    | DJ 707                                                    | DJ 707A                                                   |
| DJ 707B                                                   | DJ 707C                                                   | DJ 708                                                    | DJ 708A                                                   | DJ 708B                                                   | DJ 708C                                                   | DJ 708F                                                   | DJ 709                                                    | DJ 709B                                                   | DJ 709C                                                   | DJ 709D                                                   | DJ 709J                                                   | DJ 763A                                                   |
| DJ 791                                                    | DJ 792                                                    | DJ 792A                                                   | DJ 792B                                                   | DJ 792C                                                   | DJ 792D                                                   | DJ 792E                                                   | DJ 792F                                                   | DJ 793                                                    | DJ 793A                                                   | DJ 793B                                                   | DJ 793C                                                   | DJ 794                                                    |
|                                                           |                                                           |                                                           |                                                           |                                                           |                                                           |                                                           |                                                           |                                                           |                                                           |                                                           |                                                           |                                                           |

| Drumurile Județene de pe raza județului Argeș 1.195,746 km | Drumurile Județene de pe raza județului Argeș 1.195,746 km | Drumurile Județene de pe raza județului Argeș 1.195,746 km | Drumurile Județene de pe raza județului Argeș 1.195,746 km | Drumurile Județene de pe raza județului Argeș 1.195,746 km | Drumurile Județene de pe raza județului Argeș 1.195,746 km | Drumurile Județene de pe raza județului Argeș 1.195,746 km | Drumurile Județene de pe raza județului Argeș 1.195,746 km | Drumurile Județene de pe raza județului Argeș 1.195,746 km | Drumurile Județene de pe raza județului Argeș 1.195,746 km | Drumurile Județene de pe raza județului Argeș 1.195,746 km | Drumurile Județene de pe raza județului Argeș 1.195,746 km | Drumurile Județene de pe raza județului Argeș 1.195,746 km |
| ---------------------------------------------------------- | ---------------------------------------------------------- | ---------------------------------------------------------- | ---------------------------------------------------------- | ---------------------------------------------------------- | ---------------------------------------------------------- | ---------------------------------------------------------- | ---------------------------------------------------------- | ---------------------------------------------------------- | ---------------------------------------------------------- | ---------------------------------------------------------- | ---------------------------------------------------------- | ---------------------------------------------------------- |
| DJ 503                                                     | DJ 504                                                     | DJ 508                                                     | DJ 659                                                     | DJ 659A                                                    | DJ 678A                                                    | DJ 678B                                                    | DJ 678E                                                    | DJ 678G                                                    | DJ 679                                                     | DJ 679A                                                    | DJ 679C                                                    | DJ 679D                                                    |
| DJ 679E                                                    | DJ 679F                                                    | DJ 702                                                     | DJ 702A                                                    | DJ 702C                                                    | DJ 702F                                                    | DJ 702G                                                    | DJ 702H                                                    | DJ 702J                                                    | DJ 703                                                     | DJ 703A                                                    | DJ 703B                                                    | DJ 703E                                                    |
| DJ 703F                                                    | DJ 703G                                                    | DJ 703H                                                    | DJ 703I                                                    | DJ 703K                                                    | DJ 704B                                                    | DJ 704C                                                    | DJ 704D                                                    | DJ 704E                                                    | DJ 704F                                                    | DJ 704G                                                    | DJ 704H                                                    | DJ 723                                                     |
| DJ 725                                                     | DJ 730                                                     | DJ 730A                                                    | DJ 731                                                     | DJ 731B                                                    | DJ 731C                                                    | DJ 731D                                                    | DJ 732                                                     | DJ 732A                                                    | DJ 732B                                                    | DJ 732C                                                    | DJ 733                                                     | DJ 734                                                     |
| DJ 735                                                     | DJ 737                                                     | DJ 738                                                     | DJ 739                                                     | DJ 740                                                     |                                                            |                                                            |                                                            |                                                            |                                                            |                                                            |                                                            |                                                            |
|                                                            |                                                            |                                                            |                                                            |                                                            |                                                            |                                                            |                                                            |                                                            |                                                            |                                                            |                                                            |                                                            |

| Drumurile Județene de pe raza județului Bacău 1.000,446 km | Drumurile Județene de pe raza județului Bacău 1.000,446 km | Drumurile Județene de pe raza județului Bacău 1.000,446 km | Drumurile Județene de pe raza județului Bacău 1.000,446 km | Drumurile Județene de pe raza județului Bacău 1.000,446 km | Drumurile Județene de pe raza județului Bacău 1.000,446 km | Drumurile Județene de pe raza județului Bacău 1.000,446 km | Drumurile Județene de pe raza județului Bacău 1.000,446 km | Drumurile Județene de pe raza județului Bacău 1.000,446 km | Drumurile Județene de pe raza județului Bacău 1.000,446 km | Drumurile Județene de pe raza județului Bacău 1.000,446 km | Drumurile Județene de pe raza județului Bacău 1.000,446 km | Drumurile Județene de pe raza județului Bacău 1.000,446 km |
| ---------------------------------------------------------- | ---------------------------------------------------------- | ---------------------------------------------------------- | ---------------------------------------------------------- | ---------------------------------------------------------- | ---------------------------------------------------------- | ---------------------------------------------------------- | ---------------------------------------------------------- | ---------------------------------------------------------- | ---------------------------------------------------------- | ---------------------------------------------------------- | ---------------------------------------------------------- | ---------------------------------------------------------- |
| DJ 115                                                     | DJ 116                                                     | DJ 116A                                                    | DJ 116B                                                    | DJ 116C                                                    | DJ 116D                                                    | DJ 117                                                     | DJ 117A                                                    | DJ 118                                                     | DJ 118A                                                    | DJ 118B                                                    | DJ 119                                                     | DJ 119A                                                    |
| DJ 119B                                                    | DJ 119C                                                    | DJ 119D                                                    | DJ 119E                                                    | DJ 119F                                                    | DJ 119G                                                    | DJ 119H                                                    | DJ 123                                                     | DJ 123G                                                    | DJ 156A                                                    | DJ 156B                                                    | DJ 156G                                                    | DJ 156H                                                    |
| DJ 158                                                     | DJ 159                                                     | DJ 206A                                                    | DJ 206B                                                    | DJ 207D                                                    | DJ 207F                                                    | DJ 207G                                                    | DJ 207P                                                    | DJ 241                                                     | DJ 241A                                                    | DJ 241B                                                    | DJ 241C                                                    | DJ 241D                                                    |
| DJ 241E                                                    | DJ 241F                                                    | DJ 243B                                                    | DJ 252                                                     | DJ 252A                                                    | DJ 252B                                                    | DJ 252C                                                    | DJ 252D                                                    | DJ 252E                                                    | DJ 252F                                                    |                                                            |                                                            |                                                            |
|                                                            |                                                            |                                                            |                                                            |                                                            |                                                            |                                                            |                                                            |                                                            |                                                            |                                                            |                                                            |                                                            |

| Drumurile Județene de pe raza județului Bihor 806,585 km | Drumurile Județene de pe raza județului Bihor 806,585 km | Drumurile Județene de pe raza județului Bihor 806,585 km | Drumurile Județene de pe raza județului Bihor 806,585 km | Drumurile Județene de pe raza județului Bihor 806,585 km | Drumurile Județene de pe raza județului Bihor 806,585 km | Drumurile Județene de pe raza județului Bihor 806,585 km | Drumurile Județene de pe raza județului Bihor 806,585 km | Drumurile Județene de pe raza județului Bihor 806,585 km | Drumurile Județene de pe raza județului Bihor 806,585 km | Drumurile Județene de pe raza județului Bihor 806,585 km | Drumurile Județene de pe raza județului Bihor 806,585 km | Drumurile Județene de pe raza județului Bihor 806,585 km |
| -------------------------------------------------------- | -------------------------------------------------------- | -------------------------------------------------------- | -------------------------------------------------------- | -------------------------------------------------------- | -------------------------------------------------------- | -------------------------------------------------------- | -------------------------------------------------------- | -------------------------------------------------------- | -------------------------------------------------------- | -------------------------------------------------------- | -------------------------------------------------------- | -------------------------------------------------------- |
| DJ 108H                                                  | DJ 108I                                                  | DJ 108K                                                  | DJ 190                                                   | DJ 191                                                   | DJ 191A                                                  | DJ 191B                                                  | DJ 191F                                                  | DJ 709                                                   | DJ 709A                                                  | DJ 709E                                                  | DJ 763                                                   | DJ 764                                                   |
| DJ 764A                                                  | DJ 764C                                                  | DJ 764D                                                  | DJ 767                                                   | DJ 767A                                                  | DJ 767B                                                  | DJ 767C                                                  | DJ 767D                                                  | DJ 767E                                                  | DJ 767F                                                  | DJ 768                                                   | DJ 792A                                                  | DJ 795                                                   |
| DJ 795A                                                  | DJ 797                                                   |                                                          |                                                          |                                                          |                                                          |                                                          |                                                          |                                                          |                                                          |                                                          |                                                          |                                                          |
|                                                          |                                                          |                                                          |                                                          |                                                          |                                                          |                                                          |                                                          |                                                          |                                                          |                                                          |                                                          |                                                          |

| Drumurile Județene de pe raza județului Bistrița-Năsăud 760,734 km | Drumurile Județene de pe raza județului Bistrița-Năsăud 760,734 km | Drumurile Județene de pe raza județului Bistrița-Năsăud 760,734 km | Drumurile Județene de pe raza județului Bistrița-Năsăud 760,734 km | Drumurile Județene de pe raza județului Bistrița-Năsăud 760,734 km | Drumurile Județene de pe raza județului Bistrița-Năsăud 760,734 km | Drumurile Județene de pe raza județului Bistrița-Năsăud 760,734 km | Drumurile Județene de pe raza județului Bistrița-Năsăud 760,734 km | Drumurile Județene de pe raza județului Bistrița-Năsăud 760,734 km | Drumurile Județene de pe raza județului Bistrița-Năsăud 760,734 km | Drumurile Județene de pe raza județului Bistrița-Năsăud 760,734 km | Drumurile Județene de pe raza județului Bistrița-Năsăud 760,734 km | Drumurile Județene de pe raza județului Bistrița-Năsăud 760,734 km |
| ------------------------------------------------------------------ | ------------------------------------------------------------------ | ------------------------------------------------------------------ | ------------------------------------------------------------------ | ------------------------------------------------------------------ | ------------------------------------------------------------------ | ------------------------------------------------------------------ | ------------------------------------------------------------------ | ------------------------------------------------------------------ | ------------------------------------------------------------------ | ------------------------------------------------------------------ | ------------------------------------------------------------------ | ------------------------------------------------------------------ |
| DJ 151                                                             | DJ 154                                                             | DJ 154B                                                            | DJ 154C                                                            | DJ 154D                                                            | DJ 162                                                             | DJ 162A                                                            | DJ 170                                                             | DJ 170A                                                            | DJ 171                                                             | DJ 172                                                             | DJ 172A                                                            | DJ 172B                                                            |
| DJ 172C                                                            | DJ 172D                                                            | DJ 172E                                                            | DJ 172F                                                            | DJ 172G                                                            | DJ 172H                                                            | DJ 172I                                                            | DJ 172J                                                            | DJ 172K                                                            | DJ 173                                                             | DJ 173A                                                            | DJ 173B                                                            | DJ 173C                                                            |
| DJ 173D                                                            |                                                                    |                                                                    |                                                                    |                                                                    |                                                                    |                                                                    |                                                                    |                                                                    |                                                                    |                                                                    |                                                                    |                                                                    |
|                                                                    |                                                                    |                                                                    |                                                                    |                                                                    |                                                                    |                                                                    |                                                                    |                                                                    |                                                                    |                                                                    |                                                                    |                                                                    |

| Drumurile Județene de pe raza județului Botoșani 675,06 km | Drumurile Județene de pe raza județului Botoșani 675,06 km | Drumurile Județene de pe raza județului Botoșani 675,06 km | Drumurile Județene de pe raza județului Botoșani 675,06 km | Drumurile Județene de pe raza județului Botoșani 675,06 km | Drumurile Județene de pe raza județului Botoșani 675,06 km | Drumurile Județene de pe raza județului Botoșani 675,06 km | Drumurile Județene de pe raza județului Botoșani 675,06 km | Drumurile Județene de pe raza județului Botoșani 675,06 km | Drumurile Județene de pe raza județului Botoșani 675,06 km | Drumurile Județene de pe raza județului Botoșani 675,06 km | Drumurile Județene de pe raza județului Botoșani 675,06 km | Drumurile Județene de pe raza județului Botoșani 675,06 km |
| ---------------------------------------------------------- | ---------------------------------------------------------- | ---------------------------------------------------------- | ---------------------------------------------------------- | ---------------------------------------------------------- | ---------------------------------------------------------- | ---------------------------------------------------------- | ---------------------------------------------------------- | ---------------------------------------------------------- | ---------------------------------------------------------- | ---------------------------------------------------------- | ---------------------------------------------------------- | ---------------------------------------------------------- |
| DJ 207L                                                    | DJ 207N                                                    | DJ 208C                                                    | DJ 208D                                                    | DJ 208H                                                    | DJ 208I                                                    | DJ 208T                                                    | DJ 282                                                     | DJ 282A                                                    | DJ 282B                                                    | DJ 282H                                                    | DJ 291                                                     | DJ 291B                                                    |
| DJ 291C                                                    | DJ 291D                                                    | DJ 291F                                                    | DJ 292                                                     | DJ 293                                                     | DJ 293A                                                    | DJ 294                                                     | DJ 294A                                                    | DJ 294B                                                    | DJ 294C                                                    | DJ 296                                                     | DJ 296A                                                    | DJ 296B                                                    |
| DJ 297                                                     | DJ 298                                                     | DJ 298A                                                    |                                                            |                                                            |                                                            |                                                            |                                                            |                                                            |                                                            |                                                            |                                                            |                                                            |
|                                                            |                                                            |                                                            |                                                            |                                                            |                                                            |                                                            |                                                            |                                                            |                                                            |                                                            |                                                            |                                                            |

| Drumurile Județene de pe raza județului Brașov 772,187 km | Drumurile Județene de pe raza județului Brașov 772,187 km | Drumurile Județene de pe raza județului Brașov 772,187 km | Drumurile Județene de pe raza județului Brașov 772,187 km | Drumurile Județene de pe raza județului Brașov 772,187 km | Drumurile Județene de pe raza județului Brașov 772,187 km | Drumurile Județene de pe raza județului Brașov 772,187 km | Drumurile Județene de pe raza județului Brașov 772,187 km | Drumurile Județene de pe raza județului Brașov 772,187 km | Drumurile Județene de pe raza județului Brașov 772,187 km | Drumurile Județene de pe raza județului Brașov 772,187 km | Drumurile Județene de pe raza județului Brașov 772,187 km | Drumurile Județene de pe raza județului Brașov 772,187 km |
| --------------------------------------------------------- | --------------------------------------------------------- | --------------------------------------------------------- | --------------------------------------------------------- | --------------------------------------------------------- | --------------------------------------------------------- | --------------------------------------------------------- | --------------------------------------------------------- | --------------------------------------------------------- | --------------------------------------------------------- | --------------------------------------------------------- | --------------------------------------------------------- | --------------------------------------------------------- |
| DJ 101H                                                   | DJ 102I                                                   | DJ 102P                                                   | DJ 103                                                    | DJ 103A                                                   | DJ 103B                                                   | DJ 103C                                                   | DJ 103D                                                   | DJ 103F                                                   | DJ 104                                                    | DJ 104A                                                   | DJ 104B                                                   | DJ 104C                                                   |
| DJ 104D                                                   | DJ 104J                                                   | DJ 104K                                                   | DJ 104L                                                   | DJ 104M                                                   | DJ 105                                                    | DJ 105A                                                   | DJ 105B                                                   | DJ 105C                                                   | DJ 105P                                                   | DJ 112                                                    | DJ 112A                                                   | DJ 112B                                                   |
| DJ 112C                                                   | DJ 112D                                                   | DJ 112E                                                   | DJ 112F                                                   | DJ 112G                                                   | DJ 112H                                                   | DJ 130                                                    | DJ 131                                                    | DJ 131B                                                   | DJ 131C                                                   | DJ 131D                                                   | DJ 131E                                                   | DJ 132                                                    |
| DJ 132B                                                   | DJ 132C                                                   | DJ 137A                                                   | DJ 730                                                    | DJ 730A                                                   |                                                           |                                                           |                                                           |                                                           |                                                           |                                                           |                                                           |                                                           |
|                                                           |                                                           |                                                           |                                                           |                                                           |                                                           |                                                           |                                                           |                                                           |                                                           |                                                           |                                                           |                                                           |

| Drumurile Județene de pe raza județului Brăila 631,355 km | Drumurile Județene de pe raza județului Brăila 631,355 km | Drumurile Județene de pe raza județului Brăila 631,355 km | Drumurile Județene de pe raza județului Brăila 631,355 km | Drumurile Județene de pe raza județului Brăila 631,355 km | Drumurile Județene de pe raza județului Brăila 631,355 km | Drumurile Județene de pe raza județului Brăila 631,355 km | Drumurile Județene de pe raza județului Brăila 631,355 km | Drumurile Județene de pe raza județului Brăila 631,355 km | Drumurile Județene de pe raza județului Brăila 631,355 km | Drumurile Județene de pe raza județului Brăila 631,355 km | Drumurile Județene de pe raza județului Brăila 631,355 km | Drumurile Județene de pe raza județului Brăila 631,355 km |
| --------------------------------------------------------- | --------------------------------------------------------- | --------------------------------------------------------- | --------------------------------------------------------- | --------------------------------------------------------- | --------------------------------------------------------- | --------------------------------------------------------- | --------------------------------------------------------- | --------------------------------------------------------- | --------------------------------------------------------- | --------------------------------------------------------- | --------------------------------------------------------- | --------------------------------------------------------- |
| DJ 202                                                    | DJ 202A                                                   | DJ 202B                                                   | DJ 202D                                                   | DJ 203                                                    | DJ 203A                                                   | DJ 203J                                                   | DJ 203N                                                   | DJ 203P                                                   | DJ 203R                                                   | DJ 203S                                                   | DJ 203T                                                   | DJ 211                                                    |
| DJ 211A                                                   | DJ 211B                                                   | DJ 211C                                                   | DJ 212                                                    | DJ 212A                                                   | DJ 212B                                                   | DJ 221                                                    | DJ 221A                                                   | DJ 221B                                                   | DJ 255A                                                   |                                                           |                                                           |                                                           |
|                                                           |                                                           |                                                           |                                                           |                                                           |                                                           |                                                           |                                                           |                                                           |                                                           |                                                           |                                                           |                                                           |

| Drumurile Județene de pe raza județului Buzău 930,777 km | Drumurile Județene de pe raza județului Buzău 930,777 km | Drumurile Județene de pe raza județului Buzău 930,777 km | Drumurile Județene de pe raza județului Buzău 930,777 km | Drumurile Județene de pe raza județului Buzău 930,777 km | Drumurile Județene de pe raza județului Buzău 930,777 km | Drumurile Județene de pe raza județului Buzău 930,777 km | Drumurile Județene de pe raza județului Buzău 930,777 km | Drumurile Județene de pe raza județului Buzău 930,777 km | Drumurile Județene de pe raza județului Buzău 930,777 km | Drumurile Județene de pe raza județului Buzău 930,777 km | Drumurile Județene de pe raza județului Buzău 930,777 km | Drumurile Județene de pe raza județului Buzău 930,777 km |
| -------------------------------------------------------- | -------------------------------------------------------- | -------------------------------------------------------- | -------------------------------------------------------- | -------------------------------------------------------- | -------------------------------------------------------- | -------------------------------------------------------- | -------------------------------------------------------- | -------------------------------------------------------- | -------------------------------------------------------- | -------------------------------------------------------- | -------------------------------------------------------- | -------------------------------------------------------- |
| DJ 100H                                                  | DJ 102B                                                  | DJ 102C                                                  | DJ 102F                                                  | DJ 102H                                                  | DJ 102L                                                  | DJ 103P                                                  | DJ 103R                                                  | DJ 104N                                                  | DJ 202                                                   | DJ 202C                                                  | DJ 202E                                                  | DJ 203                                                   |
| DJ 203A                                                  | DJ 203C                                                  | DJ 203D                                                  | DJ 203E                                                  | DJ 203G                                                  | DJ 203H                                                  | DJ 203I                                                  | DJ 203K                                                  | DJ 203L                                                  | DJ 203M                                                  | DJ 203N                                                  | DJ 204C                                                  | DJ 204L                                                  |
| DJ 204M                                                  | DJ 205                                                   | DJ 214A                                                  | DJ 215A                                                  | DJ 216                                                   | DJ 220                                                   |                                                          |                                                          |                                                          |                                                          |                                                          |                                                          |                                                          |
|                                                          |                                                          |                                                          |                                                          |                                                          |                                                          |                                                          |                                                          |                                                          |                                                          |                                                          |                                                          |                                                          |

| Drumurile Județene de pe raza județului Caraș-Severin 878,7 km | Drumurile Județene de pe raza județului Caraș-Severin 878,7 km | Drumurile Județene de pe raza județului Caraș-Severin 878,7 km | Drumurile Județene de pe raza județului Caraș-Severin 878,7 km | Drumurile Județene de pe raza județului Caraș-Severin 878,7 km | Drumurile Județene de pe raza județului Caraș-Severin 878,7 km | Drumurile Județene de pe raza județului Caraș-Severin 878,7 km | Drumurile Județene de pe raza județului Caraș-Severin 878,7 km | Drumurile Județene de pe raza județului Caraș-Severin 878,7 km | Drumurile Județene de pe raza județului Caraș-Severin 878,7 km | Drumurile Județene de pe raza județului Caraș-Severin 878,7 km | Drumurile Județene de pe raza județului Caraș-Severin 878,7 km | Drumurile Județene de pe raza județului Caraș-Severin 878,7 km |
| -------------------------------------------------------------- | -------------------------------------------------------------- | -------------------------------------------------------------- | -------------------------------------------------------------- | -------------------------------------------------------------- | -------------------------------------------------------------- | -------------------------------------------------------------- | -------------------------------------------------------------- | -------------------------------------------------------------- | -------------------------------------------------------------- | -------------------------------------------------------------- | -------------------------------------------------------------- | -------------------------------------------------------------- |
| DJ 571                                                         | DJ 571A                                                        | DJ 571B                                                        | DJ 571C                                                        | DJ 571E                                                        | DJ 571F                                                        | DJ 571G                                                        | DJ 571J                                                        | DJ 571K                                                        | DJ 572                                                         | DJ 572B                                                        | DJ 573                                                         | DJ 573A                                                        |
| DJ 573B                                                        | DJ 573C                                                        | DJ 573D                                                        | DJ 581                                                         | DJ 582                                                         | DJ 582A                                                        | DJ 582B                                                        | DJ 582C                                                        | DJ 582D                                                        | DJ 582E                                                        | DJ 582F                                                        | DJ 583                                                         | DJ 583A                                                        |
| DJ 585                                                         | DJ 586                                                         | DJ 586A                                                        | DJ 587                                                         | DJ 608                                                         | DJ 608A                                                        | DJ 608B                                                        | DJ 608C                                                        | DJ 608D                                                        | DJ 608E                                                        | DJ 680A                                                        | DJ 683                                                         | DJ 684                                                         |

| Drumurile Județene de pe raza județului Cluj 1.383,018 km | Drumurile Județene de pe raza județului Cluj 1.383,018 km | Drumurile Județene de pe raza județului Cluj 1.383,018 km | Drumurile Județene de pe raza județului Cluj 1.383,018 km | Drumurile Județene de pe raza județului Cluj 1.383,018 km | Drumurile Județene de pe raza județului Cluj 1.383,018 km | Drumurile Județene de pe raza județului Cluj 1.383,018 km | Drumurile Județene de pe raza județului Cluj 1.383,018 km | Drumurile Județene de pe raza județului Cluj 1.383,018 km | Drumurile Județene de pe raza județului Cluj 1.383,018 km | Drumurile Județene de pe raza județului Cluj 1.383,018 km | Drumurile Județene de pe raza județului Cluj 1.383,018 km | Drumurile Județene de pe raza județului Cluj 1.383,018 km |
| --------------------------------------------------------- | --------------------------------------------------------- | --------------------------------------------------------- | --------------------------------------------------------- | --------------------------------------------------------- | --------------------------------------------------------- | --------------------------------------------------------- | --------------------------------------------------------- | --------------------------------------------------------- | --------------------------------------------------------- | --------------------------------------------------------- | --------------------------------------------------------- | --------------------------------------------------------- |
| DJ 103G                                                   | DJ 103H                                                   | DJ 103I                                                   | DJ 103J                                                   | DJ 103K                                                   | DJ 103L                                                   | DJ 103M                                                   | DJ 103N                                                   | DJ 103T                                                   | DJ 103U                                                   | DJ 103V                                                   | DJ 105L                                                   | DJ 105R                                                   |
| DJ 105S                                                   | DJ 105T                                                   | DJ 107F                                                   | DJ 107J                                                   | DJ 107L                                                   | DJ 107M                                                   | DJ 107N                                                   | DJ 107P                                                   | DJ 107R                                                   | DJ 107S                                                   | DJ 107T                                                   | DJ 108                                                    | DJ 108A                                                   |
| DJ 108B                                                   | DJ 108C                                                   | DJ 108K                                                   | DJ 108N                                                   | DJ 109                                                    | DJ 109A                                                   | DJ 109B                                                   | DJ 109C                                                   | DJ 109D                                                   | DJ 109E                                                   | DJ 109S                                                   | DJ 109T                                                   | DJ 109V                                                   |
| DJ 150                                                    | DJ 150A                                                   | DJ 151C                                                   | DJ 161                                                    | DJ 161A                                                   | DJ 161B                                                   | DJ 161C                                                   | DJ 161D                                                   | DJ 161E                                                   | DJ 161F                                                   | DJ 161G                                                   | DJ 161H                                                   | DJ 161J                                                   |
| DJ 161K                                                   | DJ 170B                                                   | DJ 172A                                                   | DJ 172F                                                   | DJ 182                                                    | DJ 182E                                                   | DJ 182F                                                   | DJ 191D                                                   |                                                           |                                                           |                                                           |                                                           |                                                           |
|                                                           |                                                           |                                                           |                                                           |                                                           |                                                           |                                                           |                                                           |                                                           |                                                           |                                                           |                                                           |                                                           |

| Drumurile Județene de pe raza județului Constanța 847,325 km | Drumurile Județene de pe raza județului Constanța 847,325 km | Drumurile Județene de pe raza județului Constanța 847,325 km | Drumurile Județene de pe raza județului Constanța 847,325 km | Drumurile Județene de pe raza județului Constanța 847,325 km | Drumurile Județene de pe raza județului Constanța 847,325 km | Drumurile Județene de pe raza județului Constanța 847,325 km | Drumurile Județene de pe raza județului Constanța 847,325 km | Drumurile Județene de pe raza județului Constanța 847,325 km | Drumurile Județene de pe raza județului Constanța 847,325 km | Drumurile Județene de pe raza județului Constanța 847,325 km | Drumurile Județene de pe raza județului Constanța 847,325 km | Drumurile Județene de pe raza județului Constanța 847,325 km |
| ------------------------------------------------------------ | ------------------------------------------------------------ | ------------------------------------------------------------ | ------------------------------------------------------------ | ------------------------------------------------------------ | ------------------------------------------------------------ | ------------------------------------------------------------ | ------------------------------------------------------------ | ------------------------------------------------------------ | ------------------------------------------------------------ | ------------------------------------------------------------ | ------------------------------------------------------------ | ------------------------------------------------------------ |
| DJ 222                                                       | DJ 222F                                                      | DJ 223                                                       | DJ 223A                                                      | DJ 223B                                                      | DJ 223C                                                      | DJ 224                                                       | DJ 225                                                       | DJ 226                                                       | DJ 226A                                                      | DJ 226B                                                      | DJ 228                                                       | DJ 307                                                       |
| DJ 308                                                       | DJ 381                                                       | DJ 391                                                       | DJ 391A                                                      | DJ 392                                                       | DJ 393                                                       | DJ 394                                                       |                                                              |                                                              |                                                              |                                                              |                                                              |                                                              |
|                                                              |                                                              |                                                              |                                                              |                                                              |                                                              |                                                              |                                                              |                                                              |                                                              |                                                              |                                                              |                                                              |

| Drumurile Județene de pe raza județului Covasna 368,239 km | Drumurile Județene de pe raza județului Covasna 368,239 km | Drumurile Județene de pe raza județului Covasna 368,239 km | Drumurile Județene de pe raza județului Covasna 368,239 km | Drumurile Județene de pe raza județului Covasna 368,239 km | Drumurile Județene de pe raza județului Covasna 368,239 km | Drumurile Județene de pe raza județului Covasna 368,239 km | Drumurile Județene de pe raza județului Covasna 368,239 km | Drumurile Județene de pe raza județului Covasna 368,239 km | Drumurile Județene de pe raza județului Covasna 368,239 km | Drumurile Județene de pe raza județului Covasna 368,239 km | Drumurile Județene de pe raza județului Covasna 368,239 km | Drumurile Județene de pe raza județului Covasna 368,239 km |
| ---------------------------------------------------------- | ---------------------------------------------------------- | ---------------------------------------------------------- | ---------------------------------------------------------- | ---------------------------------------------------------- | ---------------------------------------------------------- | ---------------------------------------------------------- | ---------------------------------------------------------- | ---------------------------------------------------------- | ---------------------------------------------------------- | ---------------------------------------------------------- | ---------------------------------------------------------- | ---------------------------------------------------------- |
| DJ 103                                                     | DJ 103B                                                    | DJ 103E                                                    | DJ 112                                                     | DJ 113                                                     | DJ 113A                                                    | DJ 114                                                     | DJ 121                                                     | DJ 121A                                                    | DJ 121B                                                    | DJ 121C                                                    | DJ 121E                                                    | DJ 121F                                                    |
| DJ 122                                                     | DJ 122B                                                    | DJ 130                                                     | DJ 131                                                     | DJ 131B                                                    |                                                            |                                                            |                                                            |                                                            |                                                            |                                                            |                                                            |                                                            |
|                                                            |                                                            |                                                            |                                                            |                                                            |                                                            |                                                            |                                                            |                                                            |                                                            |                                                            |                                                            |                                                            |

| Drumurile Județene de pe raza județului Călărași 650,349 km | Drumurile Județene de pe raza județului Călărași 650,349 km | Drumurile Județene de pe raza județului Călărași 650,349 km | Drumurile Județene de pe raza județului Călărași 650,349 km | Drumurile Județene de pe raza județului Călărași 650,349 km | Drumurile Județene de pe raza județului Călărași 650,349 km | Drumurile Județene de pe raza județului Călărași 650,349 km | Drumurile Județene de pe raza județului Călărași 650,349 km | Drumurile Județene de pe raza județului Călărași 650,349 km | Drumurile Județene de pe raza județului Călărași 650,349 km | Drumurile Județene de pe raza județului Călărași 650,349 km | Drumurile Județene de pe raza județului Călărași 650,349 km | Drumurile Județene de pe raza județului Călărași 650,349 km |
| ----------------------------------------------------------- | ----------------------------------------------------------- | ----------------------------------------------------------- | ----------------------------------------------------------- | ----------------------------------------------------------- | ----------------------------------------------------------- | ----------------------------------------------------------- | ----------------------------------------------------------- | ----------------------------------------------------------- | ----------------------------------------------------------- | ----------------------------------------------------------- | ----------------------------------------------------------- | ----------------------------------------------------------- |
| DJ 100                                                      | DJ 201B                                                     | DJ 211D                                                     | DJ 213A                                                     | DJ 301                                                      | DJ 302                                                      | DJ 303                                                      | DJ 304                                                      | DJ 305                                                      | DJ 306                                                      | DJ 307A                                                     | DJ 308A                                                     | DJ 309                                                      |
| DJ 310                                                      | DJ 311                                                      | DJ 313                                                      | DJ 315                                                      | DJ 401C                                                     | DJ 402                                                      | DJ 402A                                                     | DJ 403                                                      | DJ 411                                                      | DJ 412                                                      |                                                             |                                                             |                                                             |
|                                                             |                                                             |                                                             |                                                             |                                                             |                                                             |                                                             |                                                             |                                                             |                                                             |                                                             |                                                             |                                                             |

| Drumurile Județene de pe raza județului Dolj 1.101,3 km | Drumurile Județene de pe raza județului Dolj 1.101,3 km | Drumurile Județene de pe raza județului Dolj 1.101,3 km | Drumurile Județene de pe raza județului Dolj 1.101,3 km | Drumurile Județene de pe raza județului Dolj 1.101,3 km | Drumurile Județene de pe raza județului Dolj 1.101,3 km | Drumurile Județene de pe raza județului Dolj 1.101,3 km | Drumurile Județene de pe raza județului Dolj 1.101,3 km | Drumurile Județene de pe raza județului Dolj 1.101,3 km | Drumurile Județene de pe raza județului Dolj 1.101,3 km | Drumurile Județene de pe raza județului Dolj 1.101,3 km | Drumurile Județene de pe raza județului Dolj 1.101,3 km | Drumurile Județene de pe raza județului Dolj 1.101,3 km |
| ------------------------------------------------------- | ------------------------------------------------------- | ------------------------------------------------------- | ------------------------------------------------------- | ------------------------------------------------------- | ------------------------------------------------------- | ------------------------------------------------------- | ------------------------------------------------------- | ------------------------------------------------------- | ------------------------------------------------------- | ------------------------------------------------------- | ------------------------------------------------------- | ------------------------------------------------------- |
| DJ 542                                                  | DJ 551                                                  | DJ 552                                                  | DJ 552A                                                 | DJ 552B                                                 | DJ 553                                                  | DJ 554                                                  | DJ 561                                                  | DJ 561A                                                 | DJ 561B                                                 | DJ 561C                                                 | DJ 561D                                                 | DJ 561E                                                 |
| DJ 567                                                  | DJ 604                                                  | DJ 604A                                                 | DJ 605                                                  | DJ 605A                                                 | DJ 606                                                  | DJ 606A                                                 | DJ 606B                                                 | DJ 606C                                                 | DJ 606E                                                 | DJ 606F                                                 | DJ 641                                                  | DJ 641A                                                 |
| DJ 643A                                                 | DJ 643D                                                 | DJ 652                                                  | DJ 655                                                  |                                                         |                                                         |                                                         |                                                         |                                                         |                                                         |                                                         |                                                         |                                                         |
|                                                         |                                                         |                                                         |                                                         |                                                         |                                                         |                                                         |                                                         |                                                         |                                                         |                                                         |                                                         |                                                         |

| Drumurile Județene de pe raza județului Dâmbovița 809,138 km | Drumurile Județene de pe raza județului Dâmbovița 809,138 km | Drumurile Județene de pe raza județului Dâmbovița 809,138 km | Drumurile Județene de pe raza județului Dâmbovița 809,138 km | Drumurile Județene de pe raza județului Dâmbovița 809,138 km | Drumurile Județene de pe raza județului Dâmbovița 809,138 km | Drumurile Județene de pe raza județului Dâmbovița 809,138 km | Drumurile Județene de pe raza județului Dâmbovița 809,138 km | Drumurile Județene de pe raza județului Dâmbovița 809,138 km | Drumurile Județene de pe raza județului Dâmbovița 809,138 km | Drumurile Județene de pe raza județului Dâmbovița 809,138 km | Drumurile Județene de pe raza județului Dâmbovița 809,138 km | Drumurile Județene de pe raza județului Dâmbovița 809,138 km |
| ------------------------------------------------------------ | ------------------------------------------------------------ | ------------------------------------------------------------ | ------------------------------------------------------------ | ------------------------------------------------------------ | ------------------------------------------------------------ | ------------------------------------------------------------ | ------------------------------------------------------------ | ------------------------------------------------------------ | ------------------------------------------------------------ | ------------------------------------------------------------ | ------------------------------------------------------------ | ------------------------------------------------------------ |
| DJ 101A                                                      | DJ 101B                                                      | DJ 101G                                                      | DJ 401A                                                      | DJ 503                                                       | DJ 601A                                                      | DJ 611                                                       | DJ 659                                                       | DJ 701                                                       | DJ 701A                                                      | DJ 701B                                                      | DJ 702                                                       | DJ 702A                                                      |
| DJ 702B                                                      | DJ 702C                                                      | DJ 702D                                                      | DJ 702E                                                      | DJ 702F                                                      | DJ 702G                                                      | DJ 702H                                                      | DJ 702J                                                      | DJ 702L                                                      | DJ 710                                                       | DJ 710A                                                      | DJ 710B                                                      | DJ 711                                                       |
| DJ 711A                                                      | DJ 711B                                                      | DJ 711C                                                      | DJ 711D                                                      | DJ 712                                                       | DJ 712A                                                      | DJ 712B                                                      | DJ 713                                                       | DJ 713A                                                      | DJ 714                                                       | DJ 715                                                       | DJ 716                                                       | DJ 717                                                       |
| DJ 718                                                       | DJ 718A                                                      | DJ 719                                                       | DJ 720                                                       | DJ 720A                                                      | DJ 720B                                                      | DJ 720C                                                      | DJ 720D                                                      | DJ 721                                                       | DJ 721A                                                      | DJ 722                                                       | DJ 723                                                       | DJ 724                                                       |
|                                                              |                                                              |                                                              |                                                              |                                                              |                                                              |                                                              |                                                              |                                                              |                                                              |                                                              |                                                              |                                                              |

| Drumurile Județene de pe raza județului Galați 863,492 km | Drumurile Județene de pe raza județului Galați 863,492 km | Drumurile Județene de pe raza județului Galați 863,492 km | Drumurile Județene de pe raza județului Galați 863,492 km | Drumurile Județene de pe raza județului Galați 863,492 km | Drumurile Județene de pe raza județului Galați 863,492 km | Drumurile Județene de pe raza județului Galați 863,492 km | Drumurile Județene de pe raza județului Galați 863,492 km | Drumurile Județene de pe raza județului Galați 863,492 km | Drumurile Județene de pe raza județului Galați 863,492 km | Drumurile Județene de pe raza județului Galați 863,492 km | Drumurile Județene de pe raza județului Galați 863,492 km | Drumurile Județene de pe raza județului Galați 863,492 km |
| --------------------------------------------------------- | --------------------------------------------------------- | --------------------------------------------------------- | --------------------------------------------------------- | --------------------------------------------------------- | --------------------------------------------------------- | --------------------------------------------------------- | --------------------------------------------------------- | --------------------------------------------------------- | --------------------------------------------------------- | --------------------------------------------------------- | --------------------------------------------------------- | --------------------------------------------------------- |
| DJ 204                                                    | DJ 204N                                                   | DJ 221A                                                   | DJ 240                                                    | DJ 240A                                                   | DJ 241                                                    | DJ 241A                                                   | DJ 241F                                                   | DJ 241G                                                   | DJ 242                                                    | DJ 242A                                                   | DJ 242B                                                   | DJ 242C                                                   |
| DJ 242D                                                   | DJ 242E                                                   | DJ 242H                                                   | DJ 242J                                                   | DJ 243A                                                   | DJ 251                                                    | DJ 251A                                                   | DJ 251B                                                   | DJ 251C                                                   | DJ 251D                                                   | DJ 251E                                                   | DJ 251F                                                   | DJ 251G                                                   |
| DJ 251H                                                   | DJ 251J                                                   | DJ 251K                                                   | DJ 251L                                                   | DJ 252                                                    | DJ 252G                                                   | DJ 252H                                                   | DJ 253                                                    | DJ 254                                                    | DJ 254A                                                   | DJ 254B                                                   | DJ 254C                                                   | DJ 255                                                    |
| DJ 255A                                                   | DJ 255B                                                   | DJ 255C                                                   | DJ 260                                                    | DJ 261                                                    | DJ 261A                                                   |                                                           |                                                           |                                                           |                                                           |                                                           |                                                           |                                                           |
|                                                           |                                                           |                                                           |                                                           |                                                           |                                                           |                                                           |                                                           |                                                           |                                                           |                                                           |                                                           |                                                           |

| Drumurile Județene de pe raza județului Giurgiu 560,719 km | Drumurile Județene de pe raza județului Giurgiu 560,719 km | Drumurile Județene de pe raza județului Giurgiu 560,719 km | Drumurile Județene de pe raza județului Giurgiu 560,719 km | Drumurile Județene de pe raza județului Giurgiu 560,719 km | Drumurile Județene de pe raza județului Giurgiu 560,719 km | Drumurile Județene de pe raza județului Giurgiu 560,719 km | Drumurile Județene de pe raza județului Giurgiu 560,719 km | Drumurile Județene de pe raza județului Giurgiu 560,719 km | Drumurile Județene de pe raza județului Giurgiu 560,719 km | Drumurile Județene de pe raza județului Giurgiu 560,719 km | Drumurile Județene de pe raza județului Giurgiu 560,719 km | Drumurile Județene de pe raza județului Giurgiu 560,719 km |
| ---------------------------------------------------------- | ---------------------------------------------------------- | ---------------------------------------------------------- | ---------------------------------------------------------- | ---------------------------------------------------------- | ---------------------------------------------------------- | ---------------------------------------------------------- | ---------------------------------------------------------- | ---------------------------------------------------------- | ---------------------------------------------------------- | ---------------------------------------------------------- | ---------------------------------------------------------- | ---------------------------------------------------------- |
| DJ 151E                                                    | DJ 401                                                     | DJ 401A                                                    | DJ 401B                                                    | DJ 404                                                     | DJ 411                                                     | DJ 412                                                     | DJ 412A                                                    | DJ 412B                                                    | DJ 412C                                                    | DJ 413                                                     | DJ 503                                                     | DJ 503A                                                    |
| DJ 504                                                     | DJ 504A                                                    | DJ 505                                                     | DJ 506A                                                    | DJ 507                                                     | DJ 601                                                     | DJ 601A                                                    | DJ 601D                                                    | DJ 601E                                                    | DJ 602                                                     | DJ 603                                                     | DJ 611                                                     | DJ 612                                                     |
|                                                            |                                                            |                                                            |                                                            |                                                            |                                                            |                                                            |                                                            |                                                            |                                                            |                                                            |                                                            |                                                            |

| Drumurile Județene de pe raza județului Gorj 864,043 km | Drumurile Județene de pe raza județului Gorj 864,043 km | Drumurile Județene de pe raza județului Gorj 864,043 km | Drumurile Județene de pe raza județului Gorj 864,043 km | Drumurile Județene de pe raza județului Gorj 864,043 km | Drumurile Județene de pe raza județului Gorj 864,043 km | Drumurile Județene de pe raza județului Gorj 864,043 km | Drumurile Județene de pe raza județului Gorj 864,043 km | Drumurile Județene de pe raza județului Gorj 864,043 km | Drumurile Județene de pe raza județului Gorj 864,043 km | Drumurile Județene de pe raza județului Gorj 864,043 km | Drumurile Județene de pe raza județului Gorj 864,043 km | Drumurile Județene de pe raza județului Gorj 864,043 km |
| ------------------------------------------------------- | ------------------------------------------------------- | ------------------------------------------------------- | ------------------------------------------------------- | ------------------------------------------------------- | ------------------------------------------------------- | ------------------------------------------------------- | ------------------------------------------------------- | ------------------------------------------------------- | ------------------------------------------------------- | ------------------------------------------------------- | ------------------------------------------------------- | ------------------------------------------------------- |
| DJ 605                                                  | DJ 605A                                                 | DJ 605B                                                 | DJ 605C                                                 | DJ 607                                                  | DJ 651A                                                 | DJ 661                                                  | DJ 662                                                  | DJ 663                                                  | DJ 663A                                                 | DJ 664                                                  | DJ 664A                                                 | DJ 665                                                  |
| DJ 665A                                                 | DJ 665C                                                 | DJ 665D                                                 | DJ 671                                                  | DJ 671B                                                 | DJ 671C                                                 | DJ 672                                                  | DJ 672A                                                 | DJ 672B                                                 | DJ 672C                                                 | DJ 672D                                                 | DJ 672E                                                 | DJ 673                                                  |
| DJ 673A                                                 | DJ 674                                                  | DJ 674A                                                 | DJ 674B                                                 | DJ 674C                                                 | DJ 675                                                  | DJ 675A                                                 | DJ 675B                                                 | DJ 675C                                                 |                                                         |                                                         |                                                         |                                                         |
|                                                         |                                                         |                                                         |                                                         |                                                         |                                                         |                                                         |                                                         |                                                         |                                                         |                                                         |                                                         |                                                         |

| Drumurile Județene de pe raza județului Harghita 878,199 km | Drumurile Județene de pe raza județului Harghita 878,199 km | Drumurile Județene de pe raza județului Harghita 878,199 km | Drumurile Județene de pe raza județului Harghita 878,199 km | Drumurile Județene de pe raza județului Harghita 878,199 km | Drumurile Județene de pe raza județului Harghita 878,199 km | Drumurile Județene de pe raza județului Harghita 878,199 km | Drumurile Județene de pe raza județului Harghita 878,199 km | Drumurile Județene de pe raza județului Harghita 878,199 km | Drumurile Județene de pe raza județului Harghita 878,199 km | Drumurile Județene de pe raza județului Harghita 878,199 km | Drumurile Județene de pe raza județului Harghita 878,199 km | Drumurile Județene de pe raza județului Harghita 878,199 km |
| ----------------------------------------------------------- | ----------------------------------------------------------- | ----------------------------------------------------------- | ----------------------------------------------------------- | ----------------------------------------------------------- | ----------------------------------------------------------- | ----------------------------------------------------------- | ----------------------------------------------------------- | ----------------------------------------------------------- | ----------------------------------------------------------- | ----------------------------------------------------------- | ----------------------------------------------------------- | ----------------------------------------------------------- |
| DJ 113A                                                     | DJ 113B                                                     | DJ 121G                                                     | DJ 123                                                      | DJ 123A                                                     | DJ 123B                                                     | DJ 123C                                                     | DJ 123D                                                     | DJ 123E                                                     | DJ 123F                                                     | DJ 124                                                      | DJ 124A                                                     | DJ 125                                                      |
| DJ 125A                                                     | DJ 126                                                      | DJ 127                                                      | DJ 127A                                                     | DJ 127B                                                     | DJ 128                                                      | DJ 131                                                      | DJ 131A                                                     | DJ 132                                                      | DJ 132A                                                     | DJ 132B                                                     | DJ 133                                                      | DJ 134                                                      |
| DJ 134A                                                     | DJ 134B                                                     | DJ 135                                                      | DJ 136                                                      | DJ 136A                                                     | DJ 136B                                                     | DJ 137                                                      | DJ 137A                                                     | DJ 137C                                                     | DJ 138                                                      | DJ 138A                                                     | DJ 138B                                                     | DJ 153C                                                     |
| DJ 153D                                                     | DJ 174A                                                     | DJ 174B                                                     | DJ 174C                                                     |                                                             |                                                             |                                                             |                                                             |                                                             |                                                             |                                                             |                                                             |                                                             |
|                                                             |                                                             |                                                             |                                                             |                                                             |                                                             |                                                             |                                                             |                                                             |                                                             |                                                             |                                                             |                                                             |

| DJ 107A | DJ 660  | DJ 660A | DJ 664  | DJ 666  | DJ 667  | DJ 667A | DJ 668  | DJ 668A | DJ 668B | DJ 668C | DJ 668D | DJ 672C |  |  |  |  |  |  |  |
| DJ 680B | DJ 685  | DJ 686  | DJ 686A | DJ 686B | DJ 686C | DJ 686D | DJ 687  | DJ 687A | DJ 687C | DJ 687D | DJ 687E | DJ 687F |  |  |  |  |  |  |  |
| DJ 687G | DJ 687J | DJ 687K | DJ 687L | DJ 688  | DJ 700  | DJ 700A | DJ 705  | DJ 705A | DJ 705D | DJ 705F | DJ 705G | DJ 705J |  |  |  |  |  |  |  |
| DJ 706  | DJ 706A | DJ 706B | DJ 706D | DJ 707  | DJ 707A | DJ 707E | DJ 707F | DJ 707G | DJ 707J | DJ 707L | DJ 708D | DJ 708E |  |  |  |  |  |  |  |
| DJ 709F | DJ 709G | DJ 709H | DJ 709K | DJ 741  | DJ 742A | DJ 742B | DJ 760  | DJ 761  | DJ 762  | DJ 763A |         |         |  |  |  |  |  |  |  |
|         |         |         |         |         |         |         |         |         |         |         |         |         |  |  |  |  |  |  |  |

| DJ 101 | DJ 101B | DJ 101U | DJ 102B | DJ 102H | DJ 201  | DJ 201A | DJ 201B | DJ 203 | DJ 203B | DJ 203E | DJ 203F | DJ 203I |  |  |  |  |  |
| DJ 211 | DJ 212  | DJ 213A | DJ 302  | DJ 306  | DJ 306A | DJ 313  | DJ 402  | DJ 503 |         |         |         |         |  |  |  |  |  |
|        |         |         |         |         |         |         |         |        |         |         |         |         |  |  |  |  |  |

| DJ 108A | DJ 108D | DJ 108E | DJ 108P | DJ 108T | DJ 109F | DJ 109G | DJ 109J | DJ 109U | DJ 110C | DJ 171 | DJ 171A | DJ 171B |  |  |
| DJ 171D | DJ 171E | DJ 182B | DJ 182C | DJ 182D | DJ 183  | DJ 183A | DJ 184  | DJ 184A | DJ 185  | DJ 186 | DJ 186A | DJ 186B |  |  |
| DJ 186C | DJ 187  | DJ 187A | DJ 187B | DJ 188  | DJ 193  | DJ 193E |         |         |         |        |         |         |  |  |
|         |         |         |         |         |         |         |         |         |         |        |         |         |  |  |

| DJ 561A | DJ 562  | DJ 562A | DJ 563  | DJ 563A | DJ 564  | DJ 565 | DJ 606 | DJ 606A | DJ 606B | DJ 606C | DJ 606D | DJ 606E |  |  |  |  |
| DJ 606G | DJ 606H | DJ 607  | DJ 607A | DJ 607B | DJ 607C | DJ 670 | DJ 671 | DJ 671A | DJ 671B | DJ 671C | DJ 674  | DJ 674B |  |  |  |  |
|         |         |         |         |         |         |        |        |         |         |         |         |         |  |  |  |  |